# Hymenophyllum pumilum
Hymenophyllum pumilum är en hinnbräkenväxtart som beskrevs av Charles Moore. Hymenophyllum pumilum ingår i släktet Hymenophyllum och familjen Hymenophyllaceae. Inga underarter finns listade.